# Movimiento Nacional Realista
El Movimiento Nacional Realista (en francés: Mouvement national royaliste, MNR; en neerlandés, Nationale Koninklijke Beweging, NKB) fue una organización clandestina, ligada a la resistencia belga, que se oponía a la ocupación alemana de Bélgica en la Segunda Guerra Mundial. Formado por militantes conservadores y monárquicos fieles al rey Leopoldo III, estuvo activo en Bruselas y Flandes.

## Historia
El MNR había sido creado poco después de la rendición del ejército belga ante las fuerzas alemanas en mayo de 1940. Los miembros fundadores eran exmiembros de las juventudes del Partido Rexista, un grupo nacionalista católico fiel al rey Leopoldo III, que se habían marchado de allí porque se negaban a colaborar con la Unión Nacional Flamenca (VNV). El primer líder fue Eugène Mertens de Wilmars, un antiguo admirador de Léon Degrelle, quien promueve un discurso absolutista para evitar que otros jóvenes se uniesen a las filas del VNV. A partir de 1942, cuando Wilmars y otros miembros del MNR son arrestados, el general Ernest Graff se convierte en líder del movimiento y lo implica sin ambigüedades en la resistencia.
Entre las actividades que lleva a cabo destacan la ayuda a la población judía, el rescate de prisioneros de guerra condenados a trabajos forzados, y la publicación de prensa clandestina, En 1944, con la llegada de las fuerzas aliadas, el MNR colabora con el Ejército Secreto y la Brigada Blanca para tomar el control del puerto de Amberes, evitando que los nazis pudiesen destruirlo. Esta maniobra resulta decisiva para el triunfo aliado en la batalla del estuario del Escalda.
Se estima que 160 militantes del MNR fueron ejecutados por los nazis o murieron en campos de concentración. De esta cifra, un centenar perdieron la vida durante la liberación del puerto de Amberes.
El rechazo de la población belga a Leopoldo III hizo que el MNR perdiera adeptos respecto a otros movimientos de resistencia, si bien su labor ha sido reconocida por el gobierno de Bélgica en 1961. Entre las figuras públicas que han formado parte del MNR cabe destacar al príncipe Albert de Ligne, uno de los más destacados miembros del cuerpo diplomático belga, y al editor Raymond Leblanc.